# Lancia Epsilon
La Lancia Epsilon, anche nota come Lancia 20/30 HP Passo Lungo o Lancia Tipo 58, è un'autovettura prodotta dalla casa automobilistica Lancia tra il 1912 e il 1913.

## Storia
Prodotta dalla Lancia nel biennio 1912-1913 in più di 350 esemplari, la "Tipo 58 - Epsilon" è del tutto simile alla Delta, anzi ne rappresentava sostanzialmente la versione a passo allungato, indispensabile per ospitare carrozzerie di dimensioni maggiori. Per un certo periodo venne affiancata nella produzione dalla Lancia Eta che ne prenderà il posto definitivamente nel 1913.

## Caratteristiche tecniche
- Motore: Tipo 58 ; motore anteriore, longitudinale, a 4 cilindri in linea, monoblocco (in ghisa), alesaggio mm 100, corsa mm 130, cilindrata totale cm³ 4084,07, testa cilindri fissa, basamento in lega d'alluminio, distribuzione a valvole laterali parallele (2 valvole per cilindro) comandate tramite un albero a camme laterale  (nel basamento) azionato da ingranaggi; albero motore su tre supporti; rapporto di compressione 5:1, potenza massima CV 60 a 1.800 giri/minuto; alimentazione mediante pompa (azionata dall'albero a camme) con carburatore verticale monocorpo Lancia a 2 ugelli; accensione a magnete ad alta tensione (Bosch) con valore dell'anticipo regolabile manualmente; lubrificazione forzata, con pompa; capacità del circuito di lubrificazione litri 8; raffreddamento ad acqua, circolazione forzata, radiatore a tubi alettati, ventola meccanica;
- Trasmissione : ad albero con giunti cardanici, trazione sulle ruote posteriori; frizione multidisco a bagno d'olio; cambio (scatola in lega leggera) a 4 rapporti più retromarcia con comando a leva laterale; rapporti del cambio: 3,891:1 in prima, 2,381:1 in seconda, 1,618:1 in terza, presa diretta (1:1) in quarta, 3,268:1 in retromarcia; rapporto finale di riduzione (ingranaggi conici) 3,267:1 (15/49) oppure 3,600:1 (15/54)
- Sospensioni : anteriormente ad assale rigido e balestre longitudinali semiellittiche, posteriormente ad assale rigido con balestre longitudinali a 3/4 di ellisse
- Freni: freno a pedale (meccanico) agente sulla trasmissione e freno a mano (meccanico) agente sulle ruote posteriori
- Ruote e pneumatici: ruote in legno a razze (su richiesta: ruote a raggi tangenti) pneumatici 820 x 120
- Sterzo: posizione guida a destra; sterzo a vite e ruota.
- Serbatoio carburante: capacità litri 70
- Telaio: in acciaio, a longheroni e traverse; passo cm 322,7, carreggiata anteriore cm 133 carreggiata posteriore cm 133; lunghezza del telaio cm 420, larghezza del telaio cm 161,5; peso del telaio, in ordine di marcia, Kg 920
- Prestazioni: velocità massima (con il rapporto di trasmissione più lungo) circa km/h 115 (velocità max nelle varie marce: 30 in 1a, 48 in 2a, 71 in 3a, circa 115 in 4a)
- Prezzo: autotelaio Lire 12.000
- Numerazione telai: tra il n° 862 ed il n° 1799 (la numerazione include, oltre al modello Epsilon, i modelli Eta e Zeta; secondo alcune fonti, la numerazione del modello Epsilon partirebbe dal numero 862 e terminerebbe col numero 1212; gli esemplari costruiti sono comunque 351)